# Уильямс, Берт (актёр)
Эгберт Остин Уильямс или Берт Уильямс (англ. Egbert Austin Williams, Bert Williams, 12 ноября 1874 г. — 4 марта 1922 г.) — американский актёр, родившийся на Багамах, один из выдающихся артистов эпохи водевиля, менестрель-шоу и, вероятно, самый популярный и коммерчески успешный чернокожий артист своего времени.
Берт Уильямс был ключевой фигурой в развитии индустрии развлечений для афроамериканцев. В эпоху, когда расовое неравенство было обычным явлением, он стал первым актёром, который взял на себя роль воплощения чернокожего человека на сценах Бродвея. За свою тридцатилетнюю карьеру Уильямс сделал многое для устранения расовых барьеров. В 1910 году писатель, борец за просвещение афроамериканцев  Букер Т. Вашингтон говорил об Уильямсе: «Он сделал для нашей расы больше, чем я. Он с улыбкой проник в сердца людей; мне пришлось бороться за этот путь».
Уильямс родился 12 ноября 1874 года в Нассау, Багамские острова, через 2 года семья эмигрировала в США. Среднее образование получил в Риверсайде, Калифорния. С 1892 года в составе различных передвижных театров и водевильных балаганов ищет артистического успеха. В 1893 году в Сан-Франциско знакомится с Джорджем Уокером и образует с ним творческий дуэт Williams & Walker, который будет существовать до смерти Уокера в 1911 году. Актёры и авторы поставили несколько мюзиклов, в том числе «Сыны Хама», «В Дагомее», «Абиссиния» и «Страна шейных платков». После кончины товарища продолжил сольную карьеру в качестве певца, танцора и исполнителя комических скетчей. Имел большой успех в шоу «Безумства Зигфелда», в котором выступал на протяжении 10 сезонов, более, чем любой другой исполнитель.
Товарищ по жанру, комик У. К. Филдс, который участвовал в постановках с Уильямсом, описывал его как «самого забавного человека, которого я когда-либо видел, и самого грустного человека, которого я когда-либо знал».

## Биография
Уильямс родился в Нассау, Багамские острова, в семье Фредерика Уильямса и его жены Джулии. В возрасте 2 (или 3) лет Уильямс вместе с родителями эмигрировал в США. Их имена фигурируют в Федеральной переписи населения 1880 года, где они зарегистрированы как жители Нью-Йорка. Когда ему исполнилось десять, его семья переехала в Риверсайд, штат Калифорния, где он учился в средней школе. Юноша всегда интересовался танцами, пением, игрой на разных музыкальных инструментах. После школы Уильямс уехал в Сан-Франциско, где надеялся стать артистом. Нередко можно слышать информацию, что Берт после школы отучился два года в Стэнфордском университете. Биограф Уильямса, сотрудница кафедры литературы Калифорнийского университета в Сан-Диего Камила Форбс уверена, что этому нет никаких доказательств. Скорее всего, полагает она, Берт придумал свою учёбу, тем более, что он отличался умом и начитанностью. Юноша хотел присоединиться к трём белым студентам, которые в летние каникулы решили заработать денег представлениями маленького балагана. Позже Уильямс присоединился к путешествующему по Западному побережью шоу «Менестрели-мастодонты Мартина и Селига», где рассказывал анекдоты и исполнял песни под банджо. Во время одной из таких поездок в 1893 году в Сан-Франциско встретил своего будущего профессионального партнёра Джорджа Уокера.

### ДуэтWilliams & Walker
Уокер также выступал в бродячей труппе артистов водевиля, где исполнял комические скетчи и танцевальные номера. Он присоединился к «Мастодонтам», и вскоре уже работал с Уильямсом на Мартина и Селига за семь долларов в неделю каждый. Зимой 1894 года в Сан-Франциско в парке «Золотые ворота» проходила тематическая выставка «Дагомея» (историческое государство в западной Африке, современный Бенин), в экспозиции которой воссоздавался быт деревни самой бедной части этого континента. Настоящие африканцы задержались в пути, и молодые люди были наняты туда статистами: они прыгали вокруг пальм в горшках с копьями и в звериных шкурах. Когда же туземцы прибыли, в общении с ними Уильямс и Уокер получили богатый опыт этнических танцев и пения.
Дуэт на сцене сложился практически сразу, но свой окончательный образ артисты «собирали» почти два года. На первом этапе роли распределялись так: Уильямс — резонёр, «straight man» (амплуа в водевиле — серьёзный мужчина, постоянно выставляющий партнёра глупцом), Уокер — простак, жертва нападок Уильямса. Но в последующем актёры поняли, что добиваются лучшей реакции, поменяв роли. Стройный Уокер превратился в «straight man», напыщенного, коварного, хамоватого денди, а Уильямс в тупого увальня. Несмотря на коренастое телосложение, Уильямс был мастером мимики и языка тела. Обозреватель New York Times писал: «Он держит выражение лица в течение нескольких минут, а когда вдруг меняет его, вызывает смех малейшей гримасой».
Дуэт называл себя «Двумя Настоящими Енотами» (англ. Two Real Coons), чтобы дистанцироваться от массы белых артистов, которые также работали в стилистике блэкфейс. Coon (Енот), как и Nigger, на сленге того времени — крайне оскорбительное определение чернокожего человека.
В конце 1896 года дуэт вошёл в труппу мюзикла «Золотой жук». Спектакль вскоре был закрыт, но за участие в нём артисты получили хорошие отзывы. Стали поступать всё более выгодные заказы на выступления в ресторанах и клубах. В течение восьми месяцев в 1896–1897 годах они были главными актёрами водевильного дома Костера и Биала, где их версия танца Кекуок стала сенсацией.

### Кекуок
Уильямс и Уокер для достижения успеха вынуждены были удовлетворять запросы аудитории, а она была преимущественно белой. Актёры нередко балансировали на грани между собственной этнической гордостью и самоунижением в угоду публики.
Выручали компромиссы. Дуэт начал показывать традиционный кекуок (англ. cakewalk, букв. «прогулка с пирогом») — танец времён рабства. В его основу были заложены танцы южной и западной Африки, которые обычно исполняются во время праздников урожая. Мужчины и женщины образовывали пары, двигались по кругу, танцуя с вёдрами воды на головах под звуки банджо и хлопки в ладоши. Самая эффектная пара получила призовую выпечку (лепёшку, пирог, значительно позже — торт) и совершала с ней парадный выход. Американский писатель Марк Твен описывает это мероприятие с точки зрения белого человека: «У наших негров в Америке есть соревнование в элегантной манере держаться. В качестве приза предоставляется торт, а для выбора победителя назначаются эксперты по манерам. По одному входят участники, одетые в то, что каждый считает совершенством стиля и вкуса, и прогуливаются по залу, выдерживая множество критических взглядов. Они называют это Cake-Walk».
Когда Уильямс и Уокер работали над «прогулкой с тортом», они имели много вариантов, среди которых была завуалированная комическая пародия на высокопарные танцы белых хозяев. Историк джаза Терри Уолдо отмечает эту многослойную иронию в программе Кекуок от Уильямса и Уокера. «Дуэт танцевал так, как белые представляли себе танцы обычных чернокожих. Нарочитая подчёркнутость, в это время, наоборот, высмеивала надменность белых, которые забавлялись над танцем африканцев. Дело в том, что первоначально этими движениями невольники пародировали суетливую манерность белых плантаторов». «Танцоры весело выставляют напоказ Кекуок, … изобретенный якобы счастливыми рабами на плантациях, чтобы высмеивать поведение своих хозяев» — мнение журналистки Маргарет Басби (The Independent) в комментариях на выход биографического рома о Уильямсе.
В очерке о творчестве артистов в газете The New York Times было сказано: «Уильямс и Уокер с их номером-фарсом Кекуок в стиле регтайм стали настоящим писком моды. Очереди за билетами растягивались от 59-й улицы Манхэттена до Хобокена».
Уильямс и Уокер сняли квартиру на 53-й улице Манхэттена. Эти апартаменты вскоре стали штаб-квартирой, творческой лабораторией для всех молодых чернокожих, работавших на театральных сценах. Уильямс вспоминал: «Имея рядом с собой этих людей, мы получили возможность изучать музыкальные и театральные способности самых талантливых представителей нашей расы».

### Блэкфейс
Согласно требованиям антрепренёров, хозяев клубов и ресторанов того времени изображать афроамериканцев на сцене, в том числе и собственно темнокожим актёрам, можно было только в гриме блэкфейс. Лицо натиралось жжёной пробкой (позже — гуталином), рот оттенялся белой краской или губы помадой, чтобы подчеркнуть их припухлость. Обязательными также были белые перчатки и кудрявый парик. Из одежды две крайности. Первая — лохмотья и соломенная шляпа, — расистские стереотипы бедняка «Джима Кроу» (англ. Jim Crow) или «беззаботного негра на плантации» (англ. happy-go-lucky darky on the plantation). Вторая — фрак и цилиндр, — образ «Черномазый дэнди» (англ. Dandified coon) или «Удачливый нигер» (англ. Zip Coon).
Упоминавшаяся выше Камила Форбс в книге «Introducing Bert Williams» (2008) указывала на парадоксальность ситуации: «образ блэкфейс с применением жжёной пробки только подчеркивал свою искусственность. В конце концов, зачем темнокожему Уильямсу использовать жжённую пробку, чтобы "стать чёрным"? Зачем надевать парик с курчавыми волосами, чтобы скрыть свои и так волнистые волосы?».
Однако Уильямс и Уокер считали, что они смогут усилить эффект своих выступлений, имитируя белых комиков в гриме блэкфейс, доводя до абсурда карикатурность стереотипов. Профессор Делавэрского университета Дэвид Суисман пишет в своём эссе о дуэте: «Что может лучше символизировать хитрость персонажей-менестрелей, чем чёрный человек, красящийся чёрным, чтобы сыграть самого себя?».
В августе 1900 года в Нью-Йорке прошла волна беспорядков на расовой почве: по слухам чернокожий убил белого полицейского. Уильямс и Уокер вечером покинули театр после выступления и разошлись (к этому времени оба женились и жили в разных местах). Уильямс добрался домой удачно, а Уокера белая толпа вытащила из трамвая и сильно избила.  

### «Сыны Хама» и «В Дагомее»
Тем не менее, творческие усилия дуэта привели к успеху. Мюзикл-фарс «Сыновья Хама» (англ. Sons of Ham) пользовался огромной популярностью. Там уже не было стандартов блэкфейс. Пара перешла от расовых условностей к более общему, человечному стилю комедии. В 1901 году они записали 13 граммофонных пластинок  с песнями из этого спектакля для компании Victor Talking Machine. Причём Уокер принимал участие только в одной записи: ему не понравилось, что его голос на грампластинке звучит слишком высоко. Но Уильямс в этой студии родился как певец. Тираж в те годы не превышал 1000 экземпляров, и записи практически не известны широкой аудитории. Издание пластинок не обошлось без этнических стереотипов. В каталоге продаж записи были названы «Coon Songs» (рус. Песни Енотов)
Через два года они повторили успех своим следующим шоу «В Дагомее» — полнометражным мюзиклом, написанным, поставленным и исполненным полностью чёрным авторским составом. Идеей к постановке стали их воспоминания об этнической деревне в парке развлечений в Сан-Франциско. Премьера состоялась в сентябре 1902 года в Бостоне, а в феврале 1903 году постановка переехала на Бродвей, что для чернокожих исполнителей было невероятным успехом Частично вдохновением для шоу послужила книга «Африка» 1680 года, в которой шотландский путешественник и картограф Джон Огилби проследил историю племён и народов континента. «С помощью этого тома я смог доказать, что каждый носильщик на вокзале является потомком короля», — сказал Уильямс.
Мюзикл «В Дагомее» в том же году отправился на гастроли по Великобритании, где был принят с большим успехом. В июне этого года шоу было показано в Букингемском дворце перед королевской семьёй во главе с Эдуардом VII. Представление было приурочено ко дню рождения внука монарха Дэвида, в последующем короля Эдуарда VIII.
Одна из песен мюзикла «I’m a Jonah Man» (рус. Я — Иона) помогла окончательно определить образ персонажа, которого Уильямс играл чаще всего в своей карьере — «Mr. Nobody» (рус. г-н Никто):
Мой персонаж — медленно говорящая, туго соображающая жертва жизненных невзгод. Даже если бы пошёл дождь из супа, он бы оказался с вилкой в руке и без единой ложки в поле зрения.

### «Абиссиния» и «Страна шейных платков»
В феврале 1906 года в театре Маджестик состоялась премьера третьего совместного спектакля Williams & Walker «Абиссиния» — грандиозное по масштабам постановки шоу, в котором участвовали даже живые верблюды. Зрители на спектакль шли охотно, хотя реакция прессы была негативной. Газета New York Post писала: «партитура временами слишком сложна и является возвратом к мелодиям плантаций, для „большой оперы“ они не подходят ни по темпераменту, ни по образованию».
Наконец, в 1908 году вышел следующий мюзикл дуэта «Страна шейных платков» (англ. Bandanna Land) , который продолжил серию хитов. Пресса отреагировала более нейтрально, но, тем не менее, не смогла не обратиться с стереотипам. Еженедельник Variety в 1908 году писал: «Раз уж им приходиться быть комедиантами, по крайней мере они способны смешить людей чем либо, кроме бритв, воровства кур и курения косяков, этих трёх неизбежных условностей, которые так или иначе сделались обязательной приметой комического негра».
Спектакль включал скетч-пантомиму, который закрепил за Уильямсом славу комедианта — «Игра в покер». В полной тишине Уильямс имитировал покерную раздачу, только его лицо и язык тела передавали эмоции, когда он рассматривал пришедшую карту, реагировал на невидимые действия своих невидимых противников и взвешивал шансы повышения ставки или вскрытия карт. Позже этот номер стал главным в его сольных выступлениях. В 1916 году сцена вошла в финал двадцатиминутного игрового фильма компании Biograph Studios «A Natural Born Gambler» (рус. Прирождённый игрок), где Уильямс сыграл главную роль, был сценаристом и режиссёром.

### Успех граммофонных записей
Уильямс и раньше сотрудничал с Victor Talking Machine Company, но ни один тираж грампластинок не превышал 1000 единиц. В 1905 году всё сложилось иначе. Он сделал записи многих песен из мюзикла «Абиссиния» (Уокер с 1901 года никогда участия в записях не принимал). Одна из них, «Nobody» (рус. Никто) неразрывно слилась с его образом и стала фирменной музыкальной темой и песней, по которой его больше всего помнят сегодня. Это печальная и ироничная композиция с остроумными наблюдениями прекрасно дополнена доверительной, почти разговорной манерой пения Уильямса. Он настолько отождествился с этой песней, что был вынужден петь её почти при каждом выступлении до конца своей жизни. Уильямс считал этот успех одновременно и благословением, и проклятием. «Nobody» оставалась активной в каталоге продаж Columbia Records до 1930-х годов, и, по разным оценкам было продано от 100 000 до 150 000 копий, феноменально большое количество для того времени.
Томный, протяжный голос Уильямса был выгодно использован для ещё нескольких записей со схожей структурой, таких как «Constantly», «I'm Neutral», «Somebody». Описывая манеру исполнения своего персонажа и его привлекательность для зрителей, актёр сказал: «Когда он разговаривает с вами, создается впечатление, будто у него есть секрет, который касается только вас двоих».
Позже, в 1910 году Уильямс подписал эксклюзивный контракт с Columbia Records с высоким гонораром. Все песни продавались хорошо, но «Play That Barbershop Chord» стала абсолютным хитом. Она переиздавалась много раз. До настоящего времени можно слышать различные варианты её исполнения.

### Сольная карьера
В 1909 году Уокер во время гастролей по США начал страдать от приступов заикания и потери памяти. Врачи диагностировали запущенную форму хронического заболевания, от которого в начале века погибли многие афроамериканцы, включая таких известных, как Эрнест Хоган, Боб Коул, Скотт Джоплин и Луи Шовен. Выступать далее он не мог, отошёл от дел и творчества, а в 1911 году умер.
Уокер был главным финансистом и главным администратором дуэта. Его отсутствие оставило Уильямса на произвол судьбы. После 16 лет работы с партнёром Уильямсу нужно было восстановить себя в качестве сольного исполнителя. В мае 1909 года он вернулся в театр Виктория и стал выступать в водевилях. Его новый номер состоял из нескольких песен, шуточных монологов и заключительного танца. Он получал большие гонорары, но вмешалась федеральная организация «White Rats of America» (рус. Белые крысы Америки), объединяющая белых мужчин, выступающих на эстраде. Они боролись с цветными и с женщинами, пытавшихся работать в этом жанре. «Крысы» запугали менеджеров театра, заставив их снизить ставку Уильямса. Дерзкий Уокер противостоял бы такому оскорблению своего звёздного статуса, но более сдержанный Уильямс не сопротивлялся. Союзников почти не было. Менеджеры боялись привлечь непропорционально большое количество чернокожих зрителей и поэтому разрешали только одно выступление «цветного» в спектакле. Из-за своей этнической принадлежности Уильямсу обычно приходилось путешествовать, есть и жить отдельно от остальных своих коллег-исполнителей, что усиливало его чувство изоляции после потери Уокера.

### «Безумства Зигфелда»
В 1910 году Уильямс получил беспрецедентное предложение присоединиться к шоу «Безумства Зигфелда», которое уже три сезона шло на Бродвее в театре Новый Амстердам, ежегодно обновляя репертуар. Обычно для представления отбирались 15-20 популярных артистов: комики (Берт Уильямс, Эд Уинн, Леон Эррол), певицы (Рита Гоулд, Фанни Брайс, Аллин Кинг), танцовщицы (Сёстры Долли, Мэй Мюррей) и, конечно, Девушки Зигфелда (Лиллиан Лоррейн, Джинн Иглс, Мэрион Дэвис, Олив Томас и др.) и кордебалет. Руководил проектом импресарио Флоренц Зигфелд.
Идея ввести чёрного исполнителя в полностью «белое» шоу в те годы была шоком. Первоначальный приём коллег был холодным, несколько актёров поставили Зигфелду ультиматум, требуя уволить Уильямса. Зигфелд ответил твёрдо: «Я могу заменить каждого из вас, кроме него». Сценаристы не спешили с разработкой нового материала для артиста, что вынудило Уильямса повторять большую часть своего старого номера. Но к моменту, когда шоу дебютировало в июне, Уильямс стал сенсацией. В дополнение к своему обычному материалу, он разыграл боксёрский скетч, пародировавший расово ориентированный, заказной бой в тяжёлом весе «Великая Белая надежда», который недавно состоялся между Джеком Джонсоном и Джеймсом Дж. Джеффрисом. Отзывы были положительными как для Уильямса, так и для Фанни Брайс, дебютировавшей на Бродвее в этом же шоу, в этом же сезоне.
Для сезона 1911 года шоу Зигфилда Уильямс подготовил новый материал, объединившись с белым комиком Леоном Эрролом, что привело к восторженной реакции публики. У них было несколько номеров, но в главном Эррол изображал приезжего туриста, а Уильямс — носильщика, использующего альпинистскую верёвку, чтобы провести его через особо опасные места ещё недостроенного тогда Центрального вокзала Нью-Йорка. Комический талант Эррола  и неистощимая фантазия самого Уильямса позволили ему создать первое эффектное выступление на сцене после кончины Уокера. Уильямс и Эррол сами написали скетч, превратив его в 20-минутную центральную часть шоу (сценаристы «Безумств» изначально дали Уильямсу только одну строчку диалога из двух слов).
Команда Уильямса с Эрролом представляла собой революционную пару, которую никогда раньше не видели на сцене Бродвея. Десять лет спустя, после смерти Уильямса, Эррол был единственным белым, который нёс гроб на его похоронах.
Уильямс продолжал выступать в качестве главной звезды «Безумств», подписав трёхлетний контракт, по которому ему выплачивалась годовая зарплата в размере 62 400 долларов, что эквивалентно 1,5 миллионам долларов сегодня. К его третьему сезону статус Уильямса был таков, что ему разрешили выходить на сцену одновременно с белыми женщинами — значительная уступка в 1912 году. В январе 1913 года он записал еще несколько песен для фирмы Columbia.
Уильямс пропустил сезон «Безумства Зигфельда» 1913 года, он принимал участие в ревю чернокожих артистов The Frogs (рус. Лягушки), театральной организации, основанной ещё в 1908 году Джорджем Уокером. В 1914 году он снова вернулся в «Безумства», где воссоединился с Леоном Эрролом для создания более абсурдной версии их номера: на этот раз действие которого происходило на 1313-м этаже небоскреба. Но по мере того, как сезоны шоу становились более грандиозными, насыщенными молодыми талантами, Уильямсу и другим возрастным исполнителям стали уделять меньше времени и внимания. Эта тенденция продолжилась и в сезоне 1915 года.
В выпуске «Безумств Зигфельда» 1917 года участвовало множество талантов, в том числе Уильямс, У. К. Филдс, Фанни Брайс, Уилл Роджерс (дебютировавший в 1916 году) и новичок Эдди Кантор. Уильямс и Кантор участвовали в совместных номерах, у них завязалась близкая дружба. В 1918 году Уильямс вновь взял перерыв в работе над «Безумствами», сославшись на слабый материал, предлагаемый сценаристами.

### Последние годы. Смерть
Между 1918 и 1921 годами он записал несколько пластинок в придуманном им образе «Старейшины Итмора», беспринципного проповедника, а также песни, посвященные Сухому закону, только что вступившего в силу: «Everybody Wants a Key to My Cellar» (рус. Все хотят ключ от моего подвала), «Save a Little Dram for Me» (рус. Оставьте мне глоточек), и безусловный хит «The Moon Shines on the Moonshine» (непереводимая игра слов The Moon Shine — Лунный свет, Moonshine — Самогон). К этому моменту пластинки Уильямса занимали целую страницу в каталоге Columbia и были одними из самых продаваемых песен того периода. В то время, когда 10 000 продаж считались очень успешным релизом, у Уильямса было четыре песни, которые были проданы тиражом от 180 000 до 250 000 копий только в 1920 году. Уильямс, наряду с Элом Джолсоном и Норой Байес, входил в тройку самых высокооплачиваемых артистов мира и в список самых издаваемых (кроме него — Карузо, Джон Маккормак и Эл Джолсон).
«Безумства Зигфилда» 1919 года стартовали сложно. Профсоюз артистов объявил забастовку по всем театрам Бродвея из-за задержек заработной платы, которая закончилась через пять недель капитуляцией администраторов и продюсеров. Однако после открытия шоу стало самым успешным за всю историю. Уильямс принимал участие в нескольких номерах: скетч в образе пляжного уборщика на курорте, где отдыхают сразу несколько ведущих комиков, их вокальный дуэт с Эдди Кантором закрывал первую часть представления, во втором акте актёр исполнял сольный номер сразу из нескольких песен.
Это выступление в «Безумствах» стало для Уильямса последним, по неизвестным причинам он прекратил сотрудничество с Зигфельдом. В декабре 1921 года открылся новый мюзикл «Под бамбуковым деревом». Уильямс по-прежнему получил хорошие отзывы, а шоу — нет. Артист заболел пневмонией, но он не пропускал выступления, так как был единственным, кто поддерживал в прокате умирающий мюзикл. Актёр находился в состоянии хронической депрессии в сочетании с алкоголизмом и бессонницей. 27 февраля 1922 года Уильямс потерял сознание во время выступления в Детройте, штат Мичиган. Публика поначалу обморок сочла комическим. Когда ему помогали добраться в гримёрку, Уильямс пошутил: «Это хороший способ умереть. Они смеялись, когда я вышел на сцену в последний раз».
Он вернулся в Нью-Йорк, его здоровье ухудшалось. Берт Уильямс умер в своём доме на Седьмой авеню, 2309 на Манхэттене, Нью-Йорк, 4 марта 1922 года в возрасте 47 лет. Мало кто знал, что он болен, и новость о его смерти стала общественным шоком. Мимо его гроба прошли более 5000 фанатов, и еще тысячам было отказано. Уильямс был похоронен на кладбище Вудлон в Бронксе, Нью-Йорк.
Афроамериканский историк и общественный деятель, панафриканист Уильям Эдуард Бёркхардт Дюбуа́ написал на годовщину смерти актёра
Когда в спокойные дни размышлений о борьбе за расовое равенство мы оглядываемся назад, чтобы отдать дань уважения тем, кто помог больше всего, мы выделим для высшей похвалы тех, кто смешил мир: Боб Коул, Эрнест Хоган, Джордж Уокер и, прежде всего, Берт Уильямс. Ибо это был не просто смех; это была улыбка, которая парила над кровью и трагедией; легкая маска счастья, скрывающая разбитые сердца и ожесточенные души. Это верх храбрости, лучшее, что есть в служении [людям].
Пусть мир долго чтит бессмертную славу Берта Уильямса как великого комика, великого негра, великого человека.

## Восприятие этнической принадлежности
Берт Уильямс часто сталкивался с институциональным расизмом, хотя благодаря своему успеху и популярности он мог лучше с этим справляться. Однажды, когда он хотел купить напиток в баре нью-йоркского отеля Astor, белый бармен попытался прогнать Уильямса, сказав ему, что с него возьмут 50 долларов. В ответ Уильямс вытащил из кармана толстую пачку стодолларовых купюр; положив пачку на стойку, он заказал по порции всем, кто находился в зале.
Он рассказывал репортеру: «Они говорят, что это вопрос расовых предрассудков. Но если бы это были предрассудки, они были бы у ребёнка, а вы никогда не найдете [подобные предрассудки] у ребёнка...».
В письме другу Уильямс описал некоторые случаи сегрегации и жестокого обращения, которые он пережил, добавив: «Когда придут окончательные изменения... Интересно, поверят ли новые люди, что такие люди, о которых я пишу вам, действительно жили?»
В своём единственном известном эссе Уильямс писал
Люди иногда спрашивают меня, что бы я отдал, чтобы быть белым. Я отвечаю самым решительным образом: "Ничего". Откуда мне знать, кем бы я стал, если бы был белым человеком? Есть много белых людей, менее удачливых и менее профессиональных, чем я. На самом деле, мне так и не удалось обнаружить ничего постыдного в том, чтобы быть цветным человеком. Но мне часто было неудобно быть им... в Америке.

## Личная жизнь
Ещё в конце 1899 году Уильямс удивил своего партнёра Джорджа Уокера, когда объявил, что недавно женился на Шарлотте («Лотти») Томпсон, певице, которая служила в их труппе. Брак был зарегистрирован на закрытой частной церемонии. Лотти была вдовой и на восемь лет старше Берта. Таким образом, союз казался странным для тех, кто знал общительного и постоянно путешествующего Уильямса. Позже все считали их счастливой парой, хотя быт омрачался нередкими домыслами и сплетнями о взаимной супружеской неверности. Брак продлился до смерти Берта. Биологически у Уильямсов не было детей, но они усыновили и вырастили троих племянниц Лотти.

## Оценки и культурное влияние
После смерти Уильямса осознание созданного им образа и оценка его вклада прошли несколько этапов. В 1920-х и 1930-х годах, когда были живы и активны современники актёра, видевшие его выступления, ему воздавалась дань как за творчество, так и за социальную позицию. Они видели и понимали скрытую иронию маски. Борцы за права афроамериканцев Уильям Эдуард Бёркхардт Дюбуа́, Букер Т. Вашингтон высказывались о нём в самых возвышенных тонах. Джин Бак, который открыл талант У. К. Филдса и нанял его для «Безумств Зигфилда», написал одному другу по случаю смерти Филдса: «После Берта Уильямса Билл [Филдс] был величайшим комиком, который когда-либо жил». Неоднократно историки театра и кино, критики и журналисты отмечали, что во многом именно из образа Берта Уильямса «г-н Никто» появился «Маленький бродяга» Чарли Чаплина. В 1940 году Дюк Эллингтон сочинил и записал музыкальную композицию «Портрет Берта Уильямса» — искреннюю дань уважения артисту.
Но в середине XX века маска, которую он носил, начала постепенно получать негативное восприятие. Всё более активизировалось движение за гражданские права, чернокожее население искало позитивные и, что ещё более важно, активные образцы для подражания. Тревожащий, но пассивный образ Уильямса, стал частью уходящего постыдного прошлого, которое хотели забыть и чёрные, и белые. Гений Уильямса, носившего унизительный грим, чтобы через смех победить вековой стереотип, начал забываться. Маска, бывшая для артиста одновременно необходимостью и свободой самовыражения, теперь грозила ему забвением.
Позитивное отношение к творчеству Уильямса начало вновь проявляться в 1970-х. Музыкальная версия «Чикаго» 1975 года переосмыслила персонажей одноимённой пьесы 1926 года. Некоторые образы были скопированы с личностей знаменитых исполнителей водевиля 1920-х годов, в том числе типаж Уильямса был адаптирован для персонажа Эймоса Харта — незаметного мужа Рокси Харт. Номер «Мистер Целлофан» представляет собой аллюзию на образ г-на Никто и, собственно, песню «Nobody».
К творчеству Уильямса в начале 1970-х обратился талантливый чернокожий актёр и танцор Бен Верин. Он погрузился в театральную среду Бродвея, когда работал над ролями Иуды в рок-опере «Иисус Христос — суперзвезда» и Ведущего Актёра в музыкальном спектакле «Пипин». Он, как никто, понимал, что значит чернокожему выходить на сцену для белой публики, быть в определённом смысле непонятым изгоем. Верин жадно читал всю литературу, которую смог найти о Уильямсе, и осознал боль и унижение актёра блэкфейс. В 1976 году он поставил собственный спектакль о Уильямсе, но публика его не приняла. В 1978 году в выпуске региональной телепрограммы Boston Pops Бен Верин в память Уильямса опять воссоздал его макияж и одежду. Он повторил быстрые танцевальные па Уильямса в соответствии с классическими стандартами водевиля. В 1981 году этот номер получил неожиданное продолжение. Верин участвовал в концертной части церемонии инаугурации президента США Рональда Рейгана. Он появился в образе Берта Уильямса, кривлялся на сцене и распевал его популярный хит «Waiting for the Robert E. Lee». Компания ABC, зная продолжение номера из программы в Бостоне, прервала трансляцию, вызвав возмущение зрителей. В своём дальнейшем выступлении Верин изобразил упоминавшуюся ситуацию, когда официант отказал ему в обслуживании из-за цвета кожи. Провокационное выступление Верина было задумано как критика республиканской политики в области гражданских прав, но телезрители его не увидели.
Номер Бена Верина вызвал возмущение афроамериканской публики: их любимый ранее актёр почему-то облачился в клоунский смокинг и кривляется на сцене перед белой элитой. «Теперь мы будим смотреть ваши представления через прицел винтовки» — написал артисту один из разочарованных поклонников. Большинство из зрителей не знали о существовавшем в начале века чёрном комике и, к тому же, не увидели продолжения номера. Шоу, которое по замыслу Верина должно было открыть дискуссию о позитивной роли Уильямса в развитии межрасовых отношений, по иронии судьбы закрыло её.
В 1996 году Берт Уильямс был введен в Международный зал славы клоунов.
В 2005 году Кэрил Филиппс, британский писатель афро-карибского происхождения, выпустил роман «Dancing in the Dark» (Танец в темноте)  о жизни и творчестве Уиллиса Датский литератор Табиш Хаир, анализируя роман, считает его достоверным и подлинно биографичным. Особенно позитивно он отзывается о сюжетных линиях, касающихся отношений в семье. Отец Берта, который одновременно гордится своим сыном и стыдится его; жена Лотти и Аида Уокер, после смерти мужа которой отношения в треугольнике становятся крайне сложными, — эти детали всегда не очень интересовали критиков и искусствоведов.

### Комментарии
1. ↑  На протяжении длительного времени периодически появлялись утверждения о том, что местом рождения Берта Уильямса был остров Антигуа. Однако аргументы в пользу Багамских островов теперь принимаются большинством ученых и биографов как неоспоримые. Из записей регистрации видно, что он родился в Нассау (Багамские острова) 12 ноября 1874 года в семье Фредерика Уильямса-младшего и его жены Джулии (урожденной Монкур). Оба — уроженцы Багамских островов. Это подтверждается в книге  регистрации новорождённых прихода Св. Мэтьюза в Нассау (запись № 24). Багамское происхождение Берта также подтверждается 14-й переписью населения Соединённых Штатов (1920 г.), в которой «актёр» Берт Уильямс, «работающий в театре, житель Нью-Йорка, уроженец Багамских островов» проживает со своей матерью Джулией Уильямс и женой Лотти, урожденной Томпсон (исх. перепись от 7 января 1920 г. по счетному округу № 1353, лист № 8 Б – строки 80 , 81, 82). В той же переписи местом рождения отца Берта также указаны Багамские Острова, хотя к тому времени он уже умер. Сам Уильямс признал свое багамское происхождение в интервью, опубликованном в New York World 27 июня 1903 года, после гастролей в Лондоне, когда он сказал: «Это был момент гордости — предстать перед моим королём, я британец по происхождению, родом с Багамских островов».